# Gunnar von Hertzen

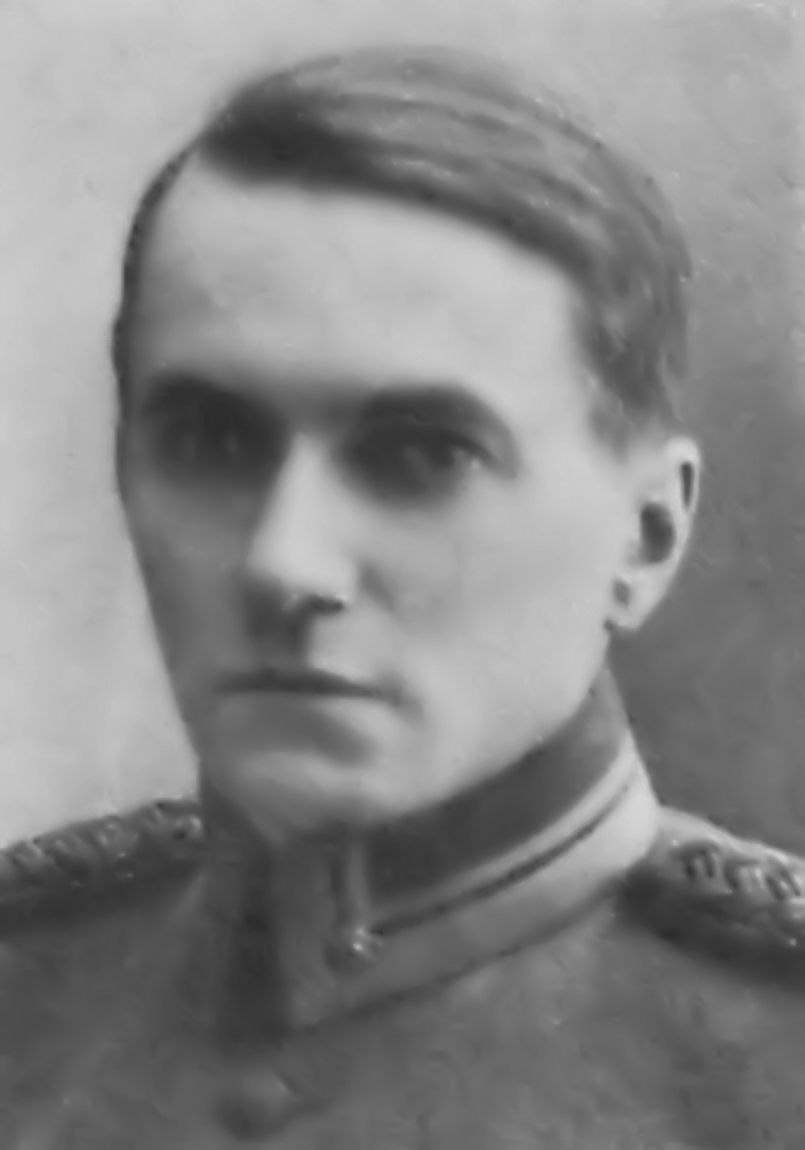
Gunnar von Hertzen.

Gunnar Emil von Hertzen, född 11 mars 1893 i Halikko, död 16 juli 1973 i Helsingfors, var en finländsk läkare och militär. 
Gunnar von Hertzen anslöt sig 1915 till preussiska jägarbataljonen 27, blev major 1918, medicine licentiat 1927 och sanitetsöverstelöjtnant 1940. Han tjänstgjorde under finska inbördeskriget 1918 som bataljonschef och organiserade den så kallade Aunusexpeditionen 1919; var först dess överbefälhavare, senare befälhavare för den sydliga gruppen. Han var även aktiv inom Lapporörelsen och på 1930- och 1940-talen en bakgrundsfigur i ett antal nazistiska organisationer. Han var kommunalläkare i Pihtipudas 1931–1957. Han publicerade under medverkan av jägarkollegan Ragnar Nordström boken Karelska expeditionen (1920).